# 1889年の映画
1889年の映画（1889ねんのえいが）では、1889年（明治22年）の映画分野の動向を展望し、発表されたおもな映画作品や、映画関係者の誕生についてまとめる。

## 出来事
- イーストマン・コダックが、柔らかい透明なフィルム・ベース（英語版）としてセルロイドを用いたフィルムの商業的生産を開始した最初の企業となった[1]。
- イギリスの発明家ウィリアム・フリーズ＝グリーン（英語版）が、セルロイド製フィルムの上に現像された最初の動画とされる作品を、1889年10月にロンドンのハイド・パークで撮影した[2]。
- ワーズワース・ドニスソープ（英語版）が、68ミリフィルムに円形の画像を撮影する「キネシグラフ (Kinesigraph)」を発明した[3]。
- ウィリアム・K・L・ディクソンが、トーマス・エジソンの下でキネトグラフをこの年、ないしは1890年に完成させた。『モンキーシャインズ No.1』が、このシステムを用いて撮影された最初の作品となった。

## 作品
- 『ハイド・パーク・コーナー (Hyde Park Corner)』- セルロイド・フィルムの上に現像された最初の映画と考えられており、ウィリアム・フリーズ＝グリーンが監督し、内容から『Leisurely Pedestrians, Open Topped Buses and Hansom Cabs with Trotting Horses』とも称されたが現存していない。
- 『モンキーシャインズ No.1』- 1889年6月ないし1890年11月のいずれかに撮影されたとする矛盾した記録がある。

## 誕生
- 1月23日 - フランクリン・パングボーン、アメリカ合衆国の俳優（+1958年）
- 2月3日 - カール・テオドア・ドライヤー、デンマークの映画監督（+1968年）
- 2月4日 - ウォルター・キャトレット、アメリカ合衆国の俳優、コメディアン（+1960年）
- 2月6日 - ハーバート・ヒュープナー、ドイツの俳優（+1972年）
- 2月8日 - ジークフリート・クラカウアー、ドイツの批評家、ジャーナリスト（+1966年）
- 2月23日 - ミュジドラ、フランスの女優、脚本家、映画監督（+1957年）
- 2月23日 - ヴィクター・フレミング、アメリカ合衆国の映画監督、撮影監督（+1949年）
- 3月28日 - ローラ・ブラッチーニ（英語版）、イタリアの女優（+1969年）
- 4月16日 - チャーリー・チャップリン、イギリスの俳優、映画製作者（+1977年[4]）
- 4月26日 - アニタ・ルース（英語版）、アメリカ合衆国の脚本家、プロデューサー（+1981年）
- 4月28日 - ブライアント・ウォッシュバーン（英語版）、アメリカ合衆国の俳優（+1963年）
- 5月3日 - ビューラ・ボンディ、アメリカ合衆国の女優（+1981年）
- 5月5日 - ハリー・ウッズ（英語版）、アメリカ合衆国の俳優（+1968年）
- 5月20日 - カリン・モランダー（英語版）、スウェーデンの女優（+1978年）
- 5月31日 - アシーン・セイラー（英語版）、イギリスの女優（+1990年）
- 6月11日 - ウェズリー・ラグルス（英語版）、アメリカ合衆国の映画監督、プロデューサー（+1972年）
- 6月15日 - サルカ・ヴィアテル（英語版）、オーストリア＝ハンガリー帝国の女優、脚本家（+1978年）
- 7月8日 - ユージン・ポーレット、アメリカ合衆国の俳優（+1954年）
- 7月15日 - マージョリー・ランボー、アメリカ合衆国の女優（+1970年）
- 7月27日 - ヴェラ・カラーリィ（英語版）、ロシアの女優、バレリーナ（+1972年）
- 8月8日 - ハンス・エゲデ・ブッツ（英語版）、デンマークの俳優（+1968年）
- 8月24日 - トム・ロンドン（英語版）、アメリカ合衆国の俳優（+1963年）
- 10月3日 - アラン・ダインハート（英語版）、アメリカ合衆国の俳優（+1944年）
- 10月12日 - ヴィクター・ポテル（英語版）、アメリカ合衆国の俳優（+1947年）
- 10月13日 - ダグラス・ダンブリル（英語版）、カナダの俳優（+1974年）
- 11月10日 - クロード・レインズ、イギリスの俳優（+1967年）
- 11月19日 - クリフトン・ウェッブ、アメリカ合衆国の俳優（+1966年）
- 11月24日 - 青木鶴子（ツル・青木）、日本の女優（+1961年）